# ملکوس
ملکوس یا مرکوس یکی از دیوها در اساطیر ایران در عصر باستان می‌باشد. او دیوی است که در پایان هزاره اوشیدر، سرما و زمستان سخت را پدید می‌آورد.
ملکوس در برخی منابع به صورت مالکو هم نوشته شده است. از جمله در کتابی با عنوان «اساطیر ملل آسیایی» که توسط دو نویسندهٔ آلمانی («جی-مناسک» و «م-سویمی») نوشته شده، دربارهٔ او می‌خوانیم:
پس از پایان دوران هوشیدر، سیل و طوفان فاجعه انگیزی بوقوع می‌پیوندد که بانی اصلی آن، مالکوی نفرت‌انگیز می‌باشد. مالکو یکی از نوادگان توری براتورش می‌باشد که گناه مرگِ زرتشت را بر گردن دارد.
در «فرهنگ پهلوی» (اثر: دکتر بهرام فره وشی) نیز، در مورد ملکوس یا مالکوس نزدیک به همین معنا ذکر گردیده است:
مالکوس نام باران و برف سنگینی است که قسمتی از روی زمین را ویران کرد، در حالیکه خبر این واقعه از پیش بوسیلهٔ اهورامزدا به جمشید داده شد تا ورجمکرت را بسازد و در آن کاملترین انواعِ انسان و حیوان و گیاه را پناه دهد.
ملکوس در اوستا به صورت: Mahrku - sa آمده است و این همان کلمهٔ Mahrka می‌باشد که تعبیر مشهور مرگ از آن برگرفته شده است.
همچنین بنابه روایتِ بندهش، ملکوس با شخصی به نام براتروک رش در ارتباط است که از نژاد تور بود و زرتشت را کشت. ملکوس پس از هزارهٔ هوشیدر، با دینی که اساس آن جادو و پرستش پریان است، خواهد آمد و در آن زمان برای از بین بردن و نابود کردن مردم، مدّت سه سال بارانی سنگین خواهد بارید که ملکوسان نامیده می‌شود.